# Estación Termas de Río Hondo
Termas de Río Hondo era una estación ferroviaria ubicada en la ciudad de Termas de Río Hondo, en la provincia de Santiago del Estero, Argentina.

## Historia
El 6 de julio de 1909 se inauguró el ramal del otrora Ferrocarril Central Norte Argentino, que luego de la nacionalización ferroviaria pasara a formar parte del Ramal C10 del Ferrocarril General Belgrano.
Hacia mediados de la década de 1910 el ramal que pretendía unir las ciudades de San Miguel de Tucumán y Santiago del Estero llegaba a las Termas de Río Hondo, donde finalizaba el ramal. En la década de 1970 el ramal fue levantado y la estación fue clausurada en 1977 y desde 1999 aloja al Museo Municipal.
Desde 1970 hasta 1992, Ferrocarriles Argentinos ofrecía una combinación ferro - automotor que combinaba con los servicios que unían Retiro con La Banda y San Miguel de Tucumán, principalmente el célebre "Estrella del Norte"